# Крумвиш
Крумвиш (њем. Krummwisch) општина је у њемачкој савезној држави Шлезвиг-Холштајн. Једно је од 165 општинских средишта округа Рендсбург. Према процјени из 2010. у општини је живјело 718 становника. Посједује регионалну шифру (AGS) 1058093.

## Географски и демографски подаци
Крумвиш се налази у савезној држави Шлезвиг-Холштајн у округу Рендсбург. Општина се налази на надморској висини од 29 метара. Површина општине износи 13,9 km². У самом мјесту је, према процјени из 2010. године, живјело 718 становника. Просјечна густина становништва износи 52 становника/km².